# Kiðufell (berg i Island, lat 65,26, long -15,29)
Kiðufell är ett berg i republiken Island. Det ligger i regionen Austurland, 300 km öster om huvudstaden Reykjavík. Toppen på Kiðufell är 757 meter över havet, eller 163 meter över den omgivande terrängen. Bredden vid basen är 9,3 km.
Trakten runt Kiðufell är nära nog obefolkad, med mindre än två invånare per kvadratkilometer. Det finns inga samhällen i närheten. Trakten runt Kiðufell består i huvudsak av gräsmarker.